# Addicted to Love (canción)
«Addicted to Love» (en español: Adicto al amor) es una canción del cantante británico de rock Robert Palmer, publicada como sencillo en 1986 por Island Records e incluida como la tercera pista de su octavo álbum de estudio, Riptide (1985). En 1984, el vocalista formaba parte del supergrupo The Power Station, conformado además por el baterista Tony Thompson y los integrantes de Duran Duran, Andy Taylor y John Taylor. Al año siguiente, sacaron al mercado el álbum debut homónimo, que había logrado una buena atención comercial en los Estados Unidos. Aunque el proyecto inicialmente no contemplaba una gira de conciertos, su éxito fue tal en ese país que los motivó a realizar una. No obstante, como quería retomar su carrera solista, Palmer renunció diez días antes de iniciarla, por lo que para los espectáculos en vivo lo sustituyó Michael Des Barres. A pesar de aquello, Andy y Tony fueron algunos de los músicos que participaron en la grabación de su álbum Riptide.
En 1985, Palmer escribió «Addicted to Love» en su casa de Nasáu (Bahamas), después de soñar con la melodía. Su letra está inspirada en las discusiones de la época sobre las adicciones y cómo la personalidad influía en ello. Aunque mencionó que inicialmente podría haber sido sobre el abuso de cualquier sustancia, encontró más interesante la idea de que alguien fuese un dependiente del amor. Considerada una canción de rock con elementos de funk y blues, en un principio la compuso para cantarla a dúo con Chaka Khan. Sin embargo, debido a un conflicto con el sello discográfico de la cantante, Palmer se vio obligado a eliminar su voz. A pesar de aquello, le dio crédito por su contribución en el arreglo vocal.
Una vez que salió a la venta como uno de los sencillos de Riptide, logró una importante notoriedad en las listas musicales de varios países; por ejemplo, en los Estados Unidos llegó al primer lugar en los recuentos Hot 100 y Mainstream Rock Tracks de la revista Billboard, Top 100 Singles de Cashbox y Top 40 de Gavin Report. Asimismo, entró entre los diez más vendidos en Canadá, Irlanda, Nueva Zelanda, Reino Unido y Sudáfrica. Además, recibió certificaciones de disco de oro en Canadá, Estados Unidos y Reino Unido. Por otro lado, recibió reseñas positivas por parte de la prensa especializada, aunque en su gran mayoría se enfocaron en su videoclip, que muestra a Palmer interpretando la canción en compañía de una banda de músicas personificada por modelos. Pese a que se le acusó de sexista  y «provocó protestas de algunas feministas», según Billboard, este repercutió en la era de MTV, sirvió de inspiración para los videoclips de otros artistas y ha sido parodiado en varias ocasiones. Además, gracias a esta canción, tanto el video como el cantante obtuvieron cinco nominaciones en los MTV Video Music Awards, tres en los premios Grammy y otros tres en los American Music Awards entre 1986 y 1987.

## Antecedentes
Robert Palmer era conocido por su necesidad de explorar con diferentes géneros, como una manera de saciar y representar parte de su curiosidad musical; por ese motivo, nunca hacía el mismo álbum dos veces. En los años setenta, se involucró con varios estilos; por ejemplo, en el rhythm and blues y funk en su debut Sneakin' Sally Through the Alley (1974), en el reggae y blue-eyed soul en Pressure Drop (1976) o en la música caribeña en Double Fun (1978). No obstante, este eclecticismo musical obstaculizó su éxito comercial, ya que, a pesar de que recibía elogios de la crítica, la venta de sus discos era pobre. Parte de esta situación cambió con los sencillos de Double Fun. El primero de ellos, «Every Kinda People», logró una buena atención en los mercados mayormente angloparlantes; por ejemplo, alcanzó el puesto 12 en el Top 100 Singles de la revista RPM de Canadá y el 16 en el Hot 100 de Billboard de los Estados Unidos. Por su parte, «Best of Both Worlds» lo hizo en algunos países de Europa continental, pues obtuvo el cuarto lugar en el Ultratop 50 Singles de Bélgica y el décimo en el Dutch Top 100 Singles de los Países Bajos.
En 1979, la canción «Bad Case of Loving You (Doctor, Doctor)» marcó un punto de inflexión en su carrera, ya que su sonido roquero allanó el camino para sus posteriores éxitos, según Paul Sexton, de UDiscover Music. Considerada por Billboard como una de las mejores pistas de Secrets (1979), logró las casillas nueve, diez y catorce en las listas desarrolladas por las revistas estadounidenses Record World, Cashbox y Billboard, respectivamente, mientras que en la canadiense RPM llegó al primer lugar. Gracias a ella, en 1980 Palmer recibió una nominación a los premios Grammy en la categoría mejor interpretación vocal de rock masculina. Sin embargo, este avance comercial significativo en la Norteamérica anglosajona se truncó con el posterior álbum, Clues (1980), en donde incursionó en el synth pop y new wave. Si bien sus sencillos «Johnny and Mary» y «Looking for Clues» lograron buenas posiciones en las listas europeas, en los Estados Unidos solo ingresaron en las específicas Dance Club Songs y Bubbling Under Hot 100 Singles, en las casillas 18 y 5, respectivamente. Este retroceso se afianzó aún más con su séptimo álbum, Pride, ya que solo llegó hasta el puesto 112 en la estadounidense Billboard 200 y al 94 en el Top 100 Albums de la canadiense RPM.
Para entonces, el bajista de Duran Duran, John Taylor, había comenzado un proyecto personal con su pareja Bebe Buell con la grabación de una versión de «Get It On» de T. Rex y con la participación del guitarrista Andy Taylor y el baterista Tony Thompson. Luego de la salida de Buell, el trío decidió formar un supergrupo y lanzar un álbum con varios cantantes invitados, entre ellos Palmer. Inicialmente, solo iba a cantar en el tema «Communication», pero tras enterarse de que tenían una maqueta de «Get It On», les preguntó si podía tratar con esa también. El resultado fue tan positivo que optaron por dejarlo como único vocalista. Denominado The Power Station, el supergrupo publicó en 1985 su álbum debut homónimo, el cual consiguió buenas posiciones en las listas musicales de varios países; por ejemplo, el puesto 6 en los Estados Unidos y el 12 en el Reino Unido.
El proyecto no había contemplado una gira de conciertos, pero el éxito del álbum y de sus sencillos —sobre todo en los Estados Unidos— los motivó a realizar una. Sin embargo, diez días antes de iniciarse, Palmer renunció para retomar su carrera solista y lo sustituyó Michael Des Barres, de la banda Detective. A pesar de aquello, Andy, Tony y Bernard Edwards —productor del álbum— fueron algunos de los músicos que participaron en la grabación de su octavo disco, Riptide, que incluía elementos del dance-rock y pop rock. Para la semana del 17 de mayo de 1986, había alcanzado el puesto 8 en los Estados Unidos y en total estuvo noventa semanas en la lista Billboard 200. El álbum fue promocionado con varios sencillos, entre ellos «Addicted to Love». Para la edición del 5 de abril de 1986, cuando la canción entró entre los diez más vendidos en el Hot 100 de Billboard, Paul Grein, de dicha revista, comentó que «la asociación [con The Power Station] todavía parece haber ayudado
a ponerlo de nuevo en el centro de atención», después de una caída comercial a principios de los ochenta, al menos en los Estados Unidos.

## Composición
Robert Palmer escribió «Addicted to Love» en su casa de Nasáu (Bahamas) en 1985. Según él, una noche soñó con la melodía y, al despertar, la grabó en una casetera que mantenía junto a su cama. Para la letra, se inspiró en las discusiones de la época sobre las adicciones y cómo la personalidad influía en ello. Aunque mencionó que inicialmente podría haber sido sobre el abuso de cualquier sustancia, encontró más interesante la idea de que alguien fuese un dependiente del amor, de ahí su título. De acuerdo con la partitura publicada en Musicnotes por Alfred Publishing Co. Inc, el tema está compuesto en la tonalidad de la mayor, con un tempo de rock medio de 110 pulsaciones por minuto. El registro de Palmer se extiende desde la nota mi4 a la5 en el índice acústico científico.
Considerada una canción de rock, la melodía mezcla elementos del funk y el blues, así como posee una «moderna producción», una batería «masiva y atronadora» y un gancho «simple», según el escritor Toby Creswell. En un análisis a la canción, Jem Aswad, de la revista Variety, señaló que era una composición sencilla con una progresión armónica de los acordes la mayor, sol mayor, re mayor y la mayor, con cortes entremedio, que puede ser tocada en dos cuerdas de la guitarra. Uno de sus ganchos claves es el «ritmo contundente» de dos por cuatro de la batería, en cuyo tercer golpe tiene un hi hat abierto. La línea de bajo es simple, con elementos funky, que «ancla al riff» de la guitarra, que es «chirriante» y protagonista de la canción. Por su parte, el solo de guitarra es «chillón e impresionantemente tonto al final», mientras que el teclado tiene «amplios ganchos que sustentan el ritmo». Sobre la voz de Palmer, Aswad comentó que «mantiene un perfil relativamente discreto», es «suave y conmovedora», y en el estribillo «prácticamente se convierte en un instrumento de percusión ("Ah-dick-tid-to-love")».

## Grabación

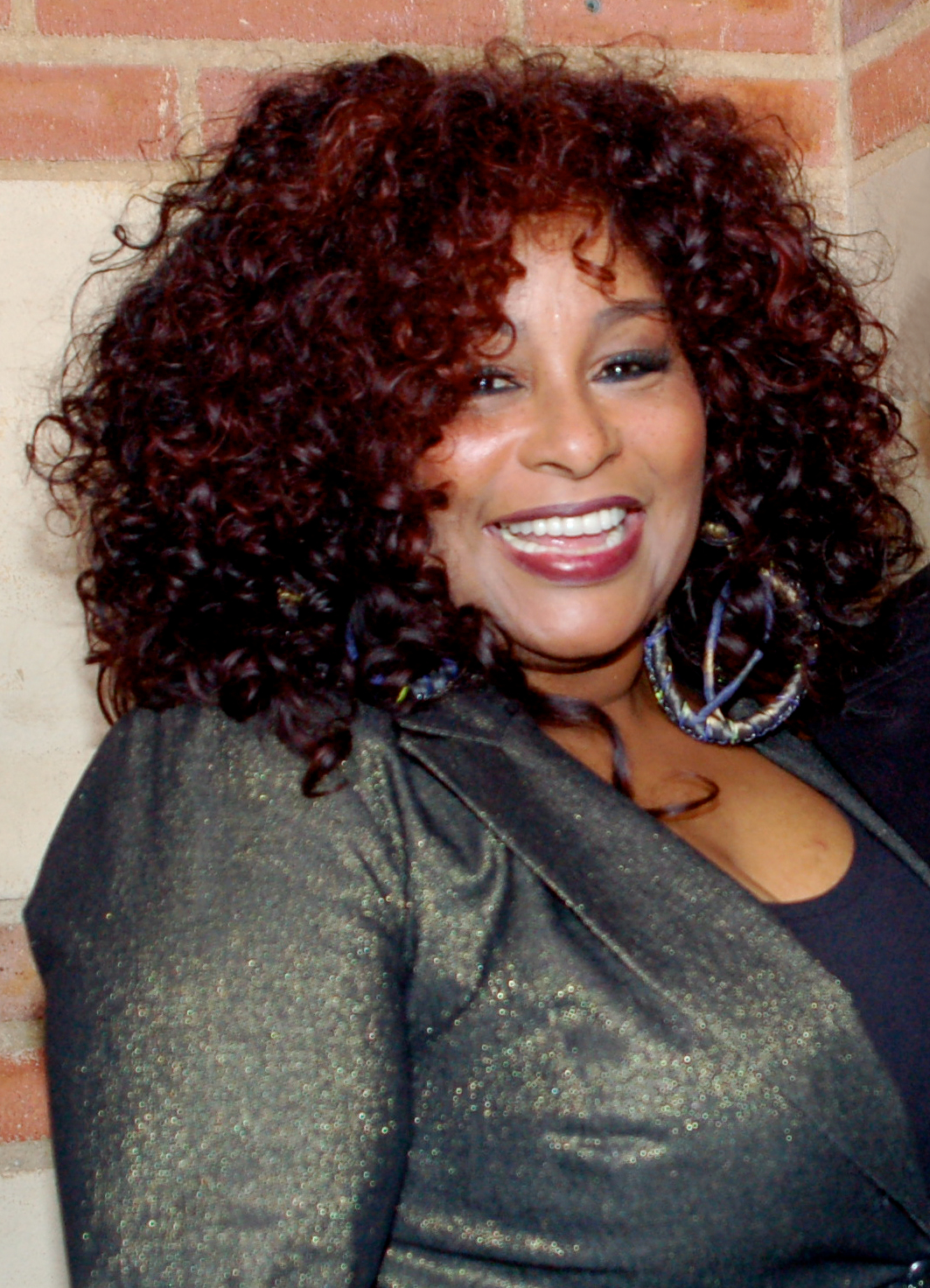
Originalmente, Palmer grabó la canción como un dueto con la cantante Chaka Khan (en la imagen), pero debido a conflicto de intereses su voz se eliminó de la edición final

Por aquel entonces, en un club, Palmer conoció en persona a una de sus influencias, la cantante de funk Chaka Khan. Luego de una conversación, en la que el británico le había comentado que estaba grabando un disco y quería que ella fuese parte de él, acordaron realizar un dueto. Si bien ambos grabaron la canción, posteriormente tuvieron que eliminar la voz de Khan, dado que su sello no quería sobreexponerla. En efecto, Warner Bros. Records se opuso porque la cantante tenía cinco canciones en el mercado en ese momento: tres sencillos extraídos de su álbum I Feel For You (1985), «(Krush Groove) Can't Stop the Street», de la banda sonora de la película Krush Groove, y «Own the Night», de la serie Miami Vice. Al respecto, Palmer contó a Los Angeles Times en 1986: «La política intervino. Su gente dijo que era un conflicto de intereses. Ella tendría tres sencillos al mismo tiempo». A pesar de aquello, Khan recibió créditos por el arreglo vocal, dado que, en palabras del vocalista: «Aportó partes y ayudó a desarrollar la canción. (...) No pude usar su voz, pero ella merece crédito por lo que contribuyó al arreglo». En 2008, en una entrevista a la cantante sobre los cambios de la industria, contó que esperaba que algún día Warner Bros. publicara las grabaciones que guardaron en sus bóvedas, entre ellas la versión de «Addicted to Love» con su voz.
Al igual que las demás canciones de Riptide, su grabación se llevó a cabo entre julio y septiembre de 1985 en los Compass Point Studios de Nasáu. Dos de sus excompañeros en The Power Station, Andy Taylor y Tony Thompson, colaboraron con la guitarra líder y la batería, respectivamente, mientras que Eddie Martinez tocó la guitarra rítmica y Wally Badarou, el teclado. Por su parte, Bernard Edwards, quien además fungió como productor, interpretó el bajo eléctrico. Para cubrir los tonos altos de Khan, Palmer los regrabó con la ayuda de los coristas Fonzi Thornton y Benny Diggs.

## Lanzamiento y reediciones
«Addicted to Love» salió a la venta el 13 de enero de 1986 como el tercer sencillo del álbum Riptide, en los formatos de vinilo de 7", 12" y maxisencillo, a través de Island Records. La versión incluida en el sencillo principal difiere de la de estudio, debido a que dura cerca de cinco minutos, en vez de los 6:01 original. El lado B también dependió de cada edición; por ejemplo, el vinilo de siete pulgadas estadounidense fue «Let's Fall in Love Tonight», mientras que el europeo lo ocupó «Remember to Remember». En cambio, el de doce pulgadas y el maxisencillo lo integraron las canciones «Remember to Remember» y «You Are in My System». En mercados puntuales de Europa, Island publicó un promocional, editado en disco compacto y no disponible a la venta, que contenía «Addicted to Love» y «Flesh Wound». A su vez, en Australia, el mismo sello sacó al mercado un casete que en ambos lados incluía «Addicted to Love» y una versión extendida de «Discipline of Love». Cabe señalar que la modelo que aparece en la portada es Julie Pankhurst, quien interpreta el teclado en el videoclip.
En 1987, Island lanzó una edición exclusiva para los Estados Unidos en formato CD Video que incluía los audios de «Flesh Wound», «Get It Through Your Heart» y «Addicted to Love», así como el videoclip de esta última. En 1997, una versión remezclada figuró en la edición estadounidense del compilado The Very Best of Robert Palmer, con el título de «Addicted to Love '97». Realizada por el ingeniero de sonido británico Steve Rodway, bajo su alias Motiv 8, fue editada por EMI Records en un sencillo de doce pulgadas con un total de cuatro remezclas, pero solo para uso promocional y no para la venta. En 2003, la banda Shake Before Use sacó un doce pulgadas llamado Skake Before Use VS Robert Palmer - Addicted to Love, que contó con tres versiones remezcladas de la canción. Para la semana del 18 de enero de 2003, debutó en la lista británica UK Singles Chart en el puesto 42. Con el pasar de los años, ha figurado en otros álbumes recopilatorios como Addictions: Volume 1 (1989) y At His Very Best (2002). Por su parte, el 15 de diciembre de 1988 se grabó en una presentación dada en el Teatro Apollo de Nueva York para el posterior álbum en directo Live at the Apollo de 2001.

## Vídeo musical

### Antecedentes y trama
El videoclip fue dirigido por el fotógrafo inglés Terence Donovan, cuya grabación se realizó en un solo día en los Holborn Studios de Londres. En él se muestra a Robert Palmer interpretando la canción acompañado de una banda de músicas, personificada por las modelos Julie Pankhurst (teclado), Patty Elias (guitarra), Kathy Davies (batería), Mak Gilchrist (bajo) y Julia Bolino (guitarra), cuyas audiciones las realizó el propio Donovan. Su trama era bastante sencilla: «(...) solo involucra un fondo de papel fotográfico y una "banda" de chicas con vestidos negros, encabezada por Palmer en una especie de look de agente inmobiliario después del trabajo con pantalones negros, camisa blanca y corbata negra», según Lauren Cochrane de The Guardian. Como no sabían tocar los instrumentos, el equipo de producción contrató a cinco músicos para que hicieran mímica detrás de las cámaras y así indicarles cómo debían ejecutarlos. Inspirado por las obras del ilustrador Patrick Nagel, ellas lucían minivestido negro ajustado y un maquillaje cargado con labios rojos brillantes, sombra alrededor de los ojos y resaltando los pómulos, acompañado del cabello recogido apretado. Sobre ello, el medio Firstpost comentó que «parecían clones, con sus ojos muy maquillados, labios increíblemente rojos, instrumentos en las puntas de los dedos y sin expresión alguna».
Para entonces, Katty era la que más experiencia tenía en la industria, pues había participado en el videoclip de «Figures» del artista australiano Zaine Riff y en uno de The Simeons —dirigido por Paul McCartney—, además de un breve papel en la película Octopusy (1983), de la saga de James Bond. Julia fue parte de algunos videos de Rod Stewart y The Outfield, Mak había hecho algunos anuncios publicitarios y Julie no había realizado nada con anterioridad, mientras que Patty desconocía lo que era un videoclip. En una entrevista en 2013, ellas dieron algunos detalles sobre la realización del video. Tanto Patty como Julia afirmaron que la parte más difícil fue el maquillaje, ya que tomaba mucho tiempo y era bastante pesado; Julia mencionó que le aplicaban brillo de labios «cada tres segundos». Kathy, quien representó a la baterista, fue la única que no tuvo un primer plano y en buena parte del video la cubría Robert. Sobre ello, contó que en ningún momento le molestó y bromeó diciendo que Palmer «tenía un buen trasero». Por su parte, todas coincidieron en que el cantante fue muy educado y profesional, aunque algo distante, tal vez porque su esposa estaba presente.
En 1996, semanas antes de fallecer, Donovan escribió una carta en donde relató, en retrospectiva, su visión del video: «(...) debe tener una calidad satánica palpitante, cruda pero saturada de la calidad inquebrantable que poseen las mujeres realmente sensacionales». Además, esperaba que el espectador se librara del apuro cotidiano y propuso que «cada segundo sea igual de potente». Para llevar esta idea a cabo, las modelos usaron vestidos del diseñador Azzedine Alaia, pues él entendía «la ingeniería lineal del cuerpo de una mujer como ningún otro». Sobre el maquillaje, quería que fuese «glamoroso» y el «cabello debe estar peinado y brillante». A su vez señaló: «Les prometo una banda como ninguna que hayan visto».

### Análisis
Al poco tiempo de su lanzamiento, al video se le acusó de sexista e, incluso, Billboard señaló que «provocó protestas de algunas feministas». Sorprendido por las críticas, Palmer afirmó que no existían pretensiones machistas, sino más bien ser «un testimonio del estilo de actuación que capturó una era de glamur juvenil y sensualidad en la cultura pop». El escritor Stan Hawkins, en su libro The British Pop Dandy Masculinity, Popular Music and Culture, mencionó que no solo subrayó la personalidad del cantante, sino que también la inmortalizó. Además, consideró que su presencia, rodeada de mujeres muy maquilladas, generó una de las apariencias pop más icónicas de los años 1980. Hawkins señaló que: «En un video que carece de efectos especiales o trucos sofisticados de edición, Palmer confía únicamente en su encanto (reforzado por la expresión sin carisma de las mujeres) para ganarse al espectador». Paul Sexton, del sitio web UDiscover Music, recalcó su «increíble omnipresencia» y la imagen de las modelos impasibles con sus guitarras se convirtió en una de las definitorias de la década y de la era del video en general, a tal punto que «ha rivalizado con el recuerdo de la canción en sí». Adicionalmente, dijo que «Palmer llegó a ser la nueva sensación de la generación MTV». El equipo de Firstpost estimó que, a diferencia de los videoclips modernos, este era «muy soso». Sin embargo, gracias a él, «la idea de tomar mujeres y usarlas casi literalmente como accesorios se volvió "genial"». Tim DiGravina, de AllMusic, mencionó que el video ayudó a las ventas del sencillo y «lanzó una nueva fase de la carrera de Palmer, donde los videos musicales casi eclipsarían su composición». Mayer Nissim, de Gold Radio UK, lo llamó un «video musical verdaderamente icónico» que ayudó a la canción a ser un «clásico perdurable».
Katy Young, de la sección de moda del The Daily Telegraph, lo llamó un «ícono de belleza por derecho propio», de tal manera que «no nos dimos cuenta de que las modelos muy maquilladas estaban desincronizadas». Lauren Cochrane, de The Guardian, lo nombró uno de los pocos videos que siguen siendo relevantes después de treinta años y tuvo un gran impacto en la moda, ya que gracias al maquillaje y la vestimenta de las modelos ha permanecido en el «radar del estilo». Esto se vería en ciertas colecciones de algunos diseñadores e, incluso, «American Apparel estuvo vendiendo el look en la calle principal durante años». Toby Creswell la incluyó en su libro 1001 Songs y en su crítica señaló que «sus imágenes fueron tan llamativas que se ha convertido en uno de los videoclips más famosos jamás hechos». Con una opinión similar, David Segal, de The Washington Post, indicó que «se convirtió en una de las imágenes distintivas de los años 1980, reproducido un millón de veces, luego imitado y después satirizado».
Tamara Palmer, de Miami New Times, lo definió como «su epitafio [de Palmer] a la cultura pop». Lindsey Parker, de Yahoo!, indicó que la banda de música se convirtió en un «icono instantáneo». La autora Mary Kosut, en su libro Encyclopedia of Gender in Media, sobre el rol de los géneros, expresó que tanto este video como el de «Simply Irresistible» envían un mensaje de que la «mujer tiene un rol secundario». En ese sentido, señaló que mientras está rodeado por modelos idénticas en vestimenta, peinado y maquillaje, Palmer, al ser el cantante, «merece ser el foco de atención», a la vez que las mujeres son «indistinguibles» y su único rasgo es ser la atracción sexual. Por su parte, Tom Breihan, de Stereogum, fue más crítico en su reseña, ya que consideró que no era para nada sexy, no había personalidad ni tampoco atracción; además, lo llamó «bastante aburrido (...) Es solo esa imagen visual y nada más».

### Repercusión
Considerada por Ron Hart del sitio The A.V. Club como la canción que «ayudó a definir la era MTV», su éxito fue tal que Palmer reutilizó el concepto de las modelos en sus otros videos: «I Didn't Mean to Turn You On» (1986), «Simply Irresistible» (1988) y en el animado «Change His Ways» (1989). De acuerdo con Lindsey Parker, esta serie de videos «comprende posiblemente algunas de las imágenes más memorables en la historia de MTV». En 1988, en una entrevista a la revista estadounidense GQ, el cantante comentó que el video atrajo a más mujeres a sus espectáculos, algunas vestidas y maquilladas como las modelos, pero le traía cierta incomodidad pues esas no eran su tipo de mujer, así que ironizó: «No sé qué decirles: ¿un poco menos de maquillaje, por favor?».
Para la semana del 1 de marzo de 1986 debutó en la lista Top 30 Music Videos de Cashbox en el puesto 23; más tarde, en la edición del 19 de abril, logró el primer lugar. Los lectores de la revista británica Record Mirror lo posicionaron en el puesto 8 de los mejores videos del año. En 1999, MTV lo ubicó en la octava posición de los 100 grandes videos musicales jamás hechos, mientras que en 2001 VH1 lo posicionó en el puesto 30 de los 100 mejores videos.
A su vez, sirvió de inspiración para los videoclips de otros artistas tales como «Green Light» de Beyoncé, «Man! I Feel Like a Woman!» de Shania Twain y «Wild Thing» de Tone Loc. Beyoncé expresó que, junto con la directora Melina Matsoukas, eran fanáticas de los videos de Palmer y propuso que el suyo era una «versión moderna» de «Addicted to Love», pues, al igual que las modelos que simulaban tocar la guitarra, utilizaron los instrumentos como accesorios. En el caso de «Man! I Feel Like a Woman!», presenta un cambio de rol, ya que Twain toma el lugar de Palmer mientras un grupo de modelos masculinos con maquillaje interpreta la banda. Otros registros audiovisuales que lo han imitado son «1985» de Bowling for Soup, «Allergic to Cats» de Raqswell Muraskin, «Music Sounds Better with You» de Stardust, «Mr. Blooby» de Mr. Blooby, «Girls Chase Boys» de Ingrid Michaelson, «Forever Your Girl» de Paula Abdul y en un comercial de Pepsi protagonizado por Britney Spears. Por otro lado, en la comedia romántica Love Actually (2003) aparece un video musical de la canción «Christmas Is All Around» de Billy Mack, interpretado por Bill Nighy, en donde se tributa a «Addicted to Love» a modo de broma.

## Recepción

### Crítica

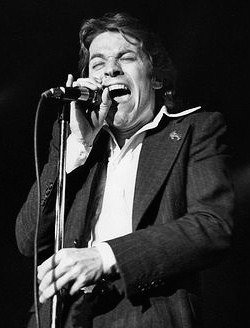
Gracias a esta canción, Palmer ganó un premio Grammy y un MTV Music Video Awards

Tras su publicación, recibió principalmente críticas positivas por parte de la prensa especializada, aunque en su gran mayoría se enfocaron en su videoclip. En ese sentido, David Segal afirmó que el video eclipsó la canción a pesar de que la intención en sí era promocionarla: «Incluso cuando la canción más famosa de Palmer ha quedado en el olvido, parece que la imagen de él y esas mujeres de piernas largas perdurará. "Addicted to Love" nos sobrevivirá a todos». Tim DiGravina, de AllMusic, dijo que la canción compartía algo del impacto grandilocuente de The Power Station y se internaba en un territorio de blues más furtivo, pero manteniendo un crujido heavy rock. Dennis McLellan, del periódico Los Angeles Times, lo definió como un tema «impulsador y sensual» y la «sexy roquera» de Palmer. Con una nota de siete sobre diez, Tom Beihan la consideró no muy sofisticada y un tema que funciona en un club nocturno. Además, opinó que la voz de Palmer era lo que menos le gustaba, a la que definió como «severa, estentórea y extrañamente mezquina», con cierta arrogancia en ella. Sobre la música comentó que el riff de guitarra es un «pequeño gruñido desagradable», los teclados «añaden un brillo elegante» y la batería «suena enorme y mecanizada, totalmente bloqueada».
Mayer Nissim señaló que «rápidamente se convirtió en un elemento básico en MTV y en la canción insignia» del cantante. Dan Epstein, de Rolling Stone, la incluyó en su lista de las veinte grandes canciones de amor narcótico, en donde la denominó un «éxito mundial» y mencionó que, aunque la letra no indica de qué adicción exacta trataba, esta «gritaba absolutamente el abuso de cocaína haciendo de "Addicted to Love" el tema ideal para cortar y resoplar líneas, ya sea en el club o en el baño corporativo». La revista Cashbox expresó que «tiene una melodía de rock apasionante y altamente inflamable». Jem Aswad, de Variety, comentó que «como tantas canciones de AC/DC, suena simple, pero no lo es en absoluto» y, parafraseando a This Is Spinal Tap, afirmó que «Addicted to Love» es un buen ejemplo de la frase: «Es una línea muy fina entre lo estúpido y lo inteligente». Corey Irwin, de Ultimate Classic Rock, afirmó que encontró una rápida audiencia «gracias a su distintivo riff y estribillo». La publicación británica Record Mirror comentó que «continúa con el ambiente de The Power Station, identificable en el gran sonido de la batería, guitarras lascivas y accesorios habituales», pero sigue siendo un «tema de la identidad de Palmer, muy profesional en eso».
Con el pasar de los años ha figurado en algunas listas realizadas por medios especializados. En 2006, VH1 la situó en el lugar 85 de las 100 mejores canciones de los años 1980. En 2013 Jordan Runtagh, del mismo medio, incluyó el solo de guitarra —interpretado por Andy Taylor— en la casilla doce del conteo de los quince mejores invitados en los solos de la historia del rock. Además, en el libro VH1: The List apareció en el noveno lugar de las canciones más sexys. La revista Mojo la agregó en su lista de los 100 grandes sencillos de todos los tiempos en el puesto 67, mientras que Village Voice lo nombró el vigésimo primer mejor sencillo de 1986. Adicionalmente, otras publicaciones escritas la han añadido a sus respectivos trabajos, tales como en cuarenta años de rock and roll, cinco canciones por cada año (1952-1991) de la estadounidense Life; las 1001 mejores canciones de la británica Q; y en los siete pulgadas más apreciados, raros y mejores de los años 1980 de Classic Rock.

### Comercial
En los Estados Unidos
Una vez en el mercado, logró una importante atención en los Estados Unidos. El 8 de febrero de 1986 debutó en el Hot 100 de la revista Billboard en el puesto 83 y paulatinamente avanzó en la lista hasta que el 3 de mayo llegó al primer lugar. Este hecho lo estableció como el primer número uno del cantante en ese país; además, para esa misma fecha, Riptide llegó a ser su primer álbum en entrar entre los diez más vendidos en el Billboard 200. Asimismo, fue el primer número uno en el Hot 100 para el productor Bernard Edwards, logro que no conseguía desde las canciones «Le Freak» (1978) y «Good Times» (1979), ambas coproducidas con Nile Rodgers e interpretadas por su banda Chic. Según Record Mirror, Palmer logró ser el primer artista británico en alcanzar la cima del Hot 100 en 1986, «batalla» que tenía con Pet Shop Boys y su canción «West End Girls». De hecho, el dúo de synth pop lo consiguió a la semana siguiente. Con una semana en el número uno y veintidós en total, finalizó en esa lista como el décimo sencillo del año.
En los demás conteos desarrollados por Billboard, «Addicted to Love» consiguió la primera posición en el Singles Sales, la segunda en el Hot 100 Airplay y la trigésima sexta en el Dance Club Songs. Por su parte, para la edición del 22 de marzo, obtuvo también el primer lugar en el Mainstream Rock Tracks; permaneció por catorce semanas en total y terminó el año como el vigésimo sencillo más exitoso. En cuanto al Top 100 Singles de Cashbox, el 26 de abril alcanzó el primer lugar y culminó como el undécimo sencillo más exitoso del año en dicho conteo. También se situó en la cima del Top 40 y en el tercer puesto en el Top Albums, ambas desarrolladas por Gavin Report. Para el 17 de enero de 1989, la Recording Industry Association of America (RIAA) lo certificó con un disco de oro por vender más de 500 000 copias en ese país.
En el resto del mundo
Una situación similar a los Estados Unidos ocurrió en los demás países angloparlantes. El 22 de febrero de 1986 debutó en la octogésima cuarta casilla en el Top 100 Singles de la revista canadiense RPM, y para el 17 de mayo logró la cuarta como máxima posición. En el recuento anual, cerró como el trigésimo sexto sencillo más exitoso en Canadá. Por su parte, el 13 de junio, la aquel entonces Canadian Recording Industry Association (CRIA) le confirió un disco de oro luego de superar las 50 000 copias vendidas. En el Reino Unido, obtuvo el puesto 1 en el  Radio Airplay Report, el 4 en el Top 10 de Melody Maker y el 5 en el UK Singles Chart. Asimismo, en las listas de Record Mirror consiguió el quinto lugar en el de sencillos y el séptimo en el de doce pulgadas. Gracias a ello, «Addicted to Love» es el mayor éxito en la carrera de Palmer en ese país. El 7 de julio de 1986 la Industria Fonográfica Británica (BPI) le otorgó un disco de plata por exceder las 250 000 copias, mientras que el 11 de agosto de 2023 logró disco de oro, en representación a 400 000 unidades vendidas. En Australia, para la semana del 30 de junio, llegó a lo más alto en el Kent Music Report, mientras que en Nueva Zelanda obtuvo la segunda casilla en el Official New Zealand Music Chart; de hecho, estuvo cuatro semanas consecutivas en ese lugar. En Irlanda, el 22 de mayo ingresó en el Irish Singles Chart y, como máxima posición, logró el cuarto lugar.
En los demás países, «Addicted to Love» obtuvo el puesto 4 en el Springbok Radio de Sudáfrica, el 29 en el conteo de Polonia, y el 34, tanto en el Ultratop 50 Singles de la región Valona de Bélgica como en el Nederlandse Top 40 y en el Dutch Top 100 Singles, ambos de los Países Bajos. En cuanto a las listas desarrolladas por la revista europea Music & Media, para la semana del 24 de mayo, debutó tanto en el European Airplay Top 50 como en el European Hot 100 Singles, en las posiciones 30 y 84 respectivamente. Para la edición del 7 de junio de 1986, logró en el European Airplay Top 50 la casilla 20 como máxima posición. Por su parte, gracias a sus ventas en Irlanda, Países Bajos y en el Reino Unido, llegó hasta la posición 28 en el European Hot 100 Singles el 14 de junio de 1986.

### Premios y nominaciones
Gracias a esta canción, Palmer recibió nominaciones a distintos premios entre 1986 y 1987. En la tercera edición de los MTV Video Music Awards, el video musical fue nominado en las categorías de video del año, mejor actuación escénica en un video, mejor actuación general en un video, elección de los televidentes y mejor video masculino, de las cuales ganó esta última. En 1986, la Asociación de Operadores de Música y Entretenimiento (AMOA, por sus siglas en inglés) la eligió como la mejor grabación pop del año. En 1987, fue una de las canciones publicadas entre el 1 de octubre de 1985 y el 30 de septiembre de 1986 que ganó el ASCAP Pop Awards, entregado por la Asociación Estadounidense de Compositores, Autores y Editores. Para la 29.ª entrega de los premios Grammy, Palmer fue nominado en las categorías grabación del año, canción del año y mejor interpretación vocal de rock masculina, siendo de esta última el ganador. A su vez, obtuvo otras tres en los American Music Awards como artista masculino favorito de pop/rock, artista masculino favorito de pop/rock en video y video favorito de pop/rock, aunque esta última fue nominada «I Didn't Mean to Turn You On». Por su parte, en su propio país, logró ser nominado al mejor intérprete británico masculino en la séptima entrega de los premios Brit.
| Año  | Premio                 | Categoría                                       | Resultado | Ref.    |
| ---- | ---------------------- | ----------------------------------------------- | --------- | ------- |
| 1986 | AMOA Awards            | Mejor grabación pop del año                     | Ganador   | [ 134 ] |
| 1986 | MTV Video Music Awards | Mejor video masculino                           | Ganador   | [ 133 ] |
| 1986 | MTV Video Music Awards | Video del año                                   | Nominado  | [ 133 ] |
| 1986 | MTV Video Music Awards | Mejor actuación general en un video             | Nominado  | [ 133 ] |
| 1986 | MTV Video Music Awards | Mejor actuación escénica en video               | Nominado  | [ 133 ] |
| 1986 | MTV Video Music Awards | Elección de los televidentes                    | Nominado  | [ 133 ] |
| 1987 | American Music Awards  | Artista masculino favorito de pop/rock          | Nominado  | [ 137 ] |
| 1987 | American Music Awards  | Artista masculino favorito de pop/rock en video | Nominado  | [ 137 ] |
| 1987 | ASCAP Pop Awards       | —                                               | Ganador   | [ 135 ] |
| 1987 | Brit                   | Mejor intérprete británico masculino            | Ganador   | [ 138 ] |
| 1987 | Grammy                 | Mejor interpretación vocal de rock masculina    | Ganador   | [ 136 ] |
| 1987 | Grammy                 | Grabación del año                               | Nominado  | [ 136 ] |
| 1987 | Grammy                 | Canción del año                                 | Nominado  | [ 136 ] |

## Versiones de otros artistas
Con el pasar de los años, más de cuarenta artistas han realizado sus propias versiones para sus respectivos álbumes o presentaciones en vivo. Uno de los primeros fue la banda Van Halen, pues en la ceremonia de los MTV Video Music Awards de 1986 interpretó el primer verso de la canción antes de tocar «Best of Both Worlds». Posteriormente, la incluyó en el repertorio de la gira promocional de 5150 y una de las presentaciones quedó grabada en el álbum en video Live Without a Net de 1987. También en 1986, el cantante humorístico «Weird Al» Yankovic la parodió con el título «Addicted to Spuds» en su disco Polka Party!. En la gala de MTV Video Music Awards de 1987, la interpretó en vivo con unos músicos disfrazados de señoras Cara de papa, imitando a las modelos. En 1988, la agrupación Ciccone Youth la incluyó en el disco The Whitey Album. En 2001, la cantante taiwanesa A-mei la grabó para su octava producción de estudio Journey. En 2004, Rod Stewart la tocó en vivo en un concierto en Londres, el que quedó registrado en su DVD One Night Only: Rod Stewart Live at Royal Albert Hall. La estadounidense Eagles of Death Metal la grabó como pista adicional para la reedición de Death by Sexy... de 2007. Dos años más tarde, Florence and the Machine la versionó como el lado B de su sencillo «You've Got the Love», para la cual se rodó un videoclip promocional. En 2013, el cantante de country, Garth Brooks, realizó una versión para la caja recopilatoria Blame It All on My Roots: Five Decades of Influences, mientras que el año siguiente Alex Clare la incluyó en su álbum Three Hearts. También ha sido versionada por el trío británico Let Loose, la británica Sheridan Smith y el elenco de Glee.
En 1986, la cantante estadounidense Tina Turner la incluyó en la lista de canciones tocada en su gira de concierto de 1986-1987; de hecho, una de esas interpretaciones apareció en el álbum Tina Live in Europe (1988). En marzo de 1988 la publicó como sencillo y logró las posiciones 23 en el Ultratop de Bélgica, 19 en el Nederlandse Top 40 y 28 en el Dutch Top 100 Singles, ambos de los Países Bajos, y 71 en el UK Singles Chart del Reino Unido. Posteriormente, figuró en algunos recopilatorios como Simply the Best (1991), All the Best (2004) y Tina! (2008), y en el en vivo Tina Live (2009). En 1997, Neneh Cherry la versionó para la película Adictos al amor, cuya interpretación logró una nominación en los premios OFTA en la categoría mejor canción adaptada.

## Lista de canciones
| Vinilo de 7" - Edición estadounidense |                                      |          |  |
| N.º                                   | Título                               | Duración |  |
| 1.                                    | «Addicted to Love» (versión editada) | 4:59     |  |
| 2.                                    | «Let's Fall in Love Tonight»         | 4:02     |  |

| Vinilo de 7" - Edición europea |                                      |          |  |
| N.º                            | Título                               | Duración |  |
| 1.                             | «Addicted to Love» (versión editada) | 4:59     |  |
| 2.                             | «Remember to Remember»               | 3:30     |  |

| Casete - Edición australiana |                                          |          |  |
| N.º                          | Título                                   | Duración |  |
| 1.                           | «Addicted to Love» (versión editada)     | 4:59     |  |
| 2.                           | «Discipline of Love» (Versión extendida) |          |  |

| Vinilo de 12" y maxisencillo |                                      |          |  |
| N.º                          | Título                               | Duración |  |
| 1.                           | «Addicted to Love» (versión editada) | 4:59     |  |
| 2.                           | «Remember to Remember»               | 3:30     |  |
| 3.                           | «You Are in My System»               | 6:08     |  |

| CD Video (1987) |                                      |          |  |
| N.º             | Título                               | Duración |  |
| 1.              | «Addicted to Love» (versión editada) | 5:00     |  |
| 2.              | «Flesh Wound»                        | 3:47     |  |
| 3.              | «Get It Through Your Heart»          | 2:51     |  |
| 4.              | «Addicted to Love» (video musical)   | 3:54     |  |

| Addicted to Love '97 (1997) |                                                 |          |  |
| N.º                         | Título                                          | Duración |  |
| 1.                          | «Addicted to Love» (Motiv8 Mighty Vocal Mix)    | 6:38     |  |
| 2.                          | «Addicted to love» (Motiv8 Mighty Instrumental) | 6:37     |  |
| 3.                          | «Addicted to Love» (Motiv8 Addicted to Dub)     | 6:32     |  |
| 4.                          | «Addicted to Love» (Palmer/Rodway Scissor Mix)  | 6:27     |  |

| Vinilo de 12" - Shake Before Use VS Robert Palmer (2003) |                                       |          |  |
| N.º                                                      | Título                                | Duración |  |
| 1.                                                       | «Addicted to Love» (12" Mix)          | 7:24     |  |
| 2.                                                       | «Addicted to Love» (LMC Extended Mix) | 6:04     |  |
| 3.                                                       | «Addicted to Love» (Breaks Mix)       | 3:35     |  |

## Posicionamiento en listas
| País           | Lista (1986)                     | Posición |
| -------------- | -------------------------------- | -------- |
| Australia      | Kent Music Report                | 1        |
| Bélgica        | Ultratop 50 Singles (Valona)     | 34       |
| Canadá         | RPM Top 100 Singles              | 4        |
| Estados Unidos | Billboard Hot 100                | 1        |
| Estados Unidos | Billboard Radio Songs            | 2        |
| Estados Unidos | Billboard Single Sales           | 1        |
| Estados Unidos | Cashbox Top 100 Singles          | 1        |
| Estados Unidos | Dance Club Songs                 | 36       |
| Estados Unidos | Gavin Report Top 40              | 1        |
| Estados Unidos | Gavin Report Top Albums          | 3        |
| Estados Unidos | Mainstream Rock Tracks           | 1        |
| Europa         | European Airplay Top 50          | 20       |
| Europa         | European Hot 100 Singles         | 28       |
| Irlanda        | Irish Singles Chart              | 4        |
| Nueva Zelanda  | Official New Zealand Music Chart | 2        |
| Países Bajos   | Nederlandse Top 40               | 34       |
| Países Bajos   | Dutch Single Top 100             | 34       |
| Polonia        | LP3 Chart                        | 29       |
| Reino Unido    | Melody Maker Top 10              | 4        |
| Reino Unido    | Record Mirror Gallop UK Singles  | 5        |
| Reino Unido    | Record Mirror Twelve Inch Chart  | 7        |
| Reino Unido    | UK Radio Airplay Report          | 1        |
| Reino Unido    | UK Singles Chart                 | 5        |
| Sudáfrica      | Springbok Radio                  | 4        |
| País           | Lista (2003)                     | Posición |
| Reino Unido    | UK Singles Charts                | 42       |
| País           | Lista (2021)                     | Posición |
| Reino Unido    | Singles Downloads Chart          | 97       |
| Reino Unido    | Singles Sales Chart              | 98       |

| País           | Lista (1986)                     | Posición |
| -------------- | -------------------------------- | -------- |
| Australia      | Kent Music Report                | 10       |
| Canadá         | RPM Top Singles                  | 36       |
| Estados Unidos | Billboard Hot 100                | 10       |
| Estados Unidos | Cashbox Top 100 Singles          | 11       |
| Estados Unidos | Mainstream Rock Tracks           | 20       |
| Nueva Zelanda  | Official New Zealand Music Chart | 22       |
| Reino Unido    | UK Singles Chart                 | 61       |

## Certificaciones
| País           | Organismo certificador | Certificación | Ventas certificadas | Ref.    |
| -------------- | ---------------------- | ------------- | ------------------- | ------- |
| Canadá         | CRIA                   | Oro           | 50 000              | [ 112 ] |
| Estados Unidos | RIAA                   | Oro           | 500 000             | [ 108 ] |
| Nueva Zelanda  | Recorded Music NZ      | Platino       | 30 000              | [ 157 ] |
| Reino Unido    | BPI                    | Plata         | 250 000             | [ 119 ] |
| Reino Unido    | BPI                    | Oro           | 400 000             | [ 120 ] |

## Créditos
| - Robert Palmer: voz - Eddie Martinez: guitarra rítmica - Andy Taylor: guitarra líder - Bernard Edwards: bajo - Tony Thompson: batería - Wally Badarou: teclados - Fonzi Thornton y Benny Diggs: coros | - Bernard Edwards: productor - Robert Palmer y Eric «E.T.» Thorngren: posproductores - Eric «E.T.» Thorngren: mezclador - Chaka Khan: arreglo vocal |

Fuente:Folleto de notas de Addictions: Volume 1 y vinilo de 7" de «Addicted to Love».